# Landeskrankenhaus Villach
Das Landeskrankenhaus Villach (kurz: LKH Villach) ist ein Krankenhaus in der Kärntner Statutarstadt Villach. Es verfügt über 730 Betten, jährlich werden rund 260.000 Patienten behandelt davon 32.000 stationär und 228.000 ambulant. 11 Abteilungen und 4 Institute befinden sich im Landeskrankenhaus Villach.
Das Landeskrankenhaus Villach arbeitet mit der Schule für Gesundheit und Krankenpflege zusammen, die sich ebenfalls in Villach befindet.

## Geschichte

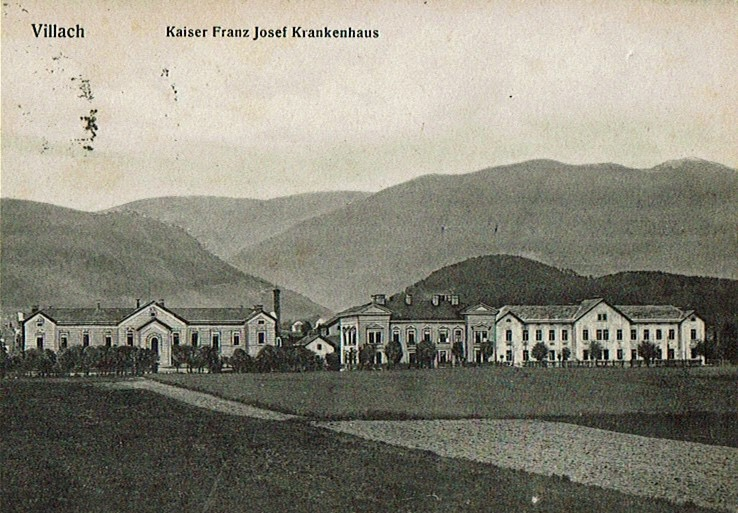
Kaiser Franz Josef Krankenhaus, 1912

Im Jahr 1869 schenkte Anna Greibl ihr Haus der Stadt Villach und legte somit den Grundstein für das Landeskrankenhaus Villach. 1883 wurde vom Gemeinderat die Errichtung eines öffentlichen Krankenhauses beschlossen. 1889 wurde mit dem Bau begonnen, am 4. Oktober 1891 wurde das damalige Allgemeine öffentliche Krankenhaus Kaiser Franz Joseph eröffnet. 1905 wurde das Krankenhaus um 100 Betten erweitert und ein größerer, modernerer Operationssaal wurde gebaut. 1917 musste das Krankenhaus sowie die Siechenanstalt aufgrund von Kohlenmangels vorübergehend geschlossen werden. 1920 wurde das Krankenhaus von der Stadt Villach dem Land Kärnten übergeben. Nachdem das Krankenhaus durch 68 Fliegerbomben stark beschädigt worden war, wurde es 1946 wieder aufgebaut. 1951 wurde die Chirurgisch-Geburtshilfliche Abteilung sowie die Kinderabteilung eröffnet. Im Jahr 1961 verließen die Barmherzigen Schwestern vom heiligen Vincenz von Paul das LKH Villach.
1975 wurde beschlossen, das LKH Villach um 3 Baustufen auszubauen und den Altbestand den neuen Anforderungen anzupassen. 1984 wurde die erste, 1990 die zweite und 1997 die dritte Baustufe fertiggestellt. Im Jahr 1997 wurden außerdem der Hubschrauberlandeplatz auf dem Dach des Landeskrankenhauses Villach und die neugestaltete Krankenhauskapelle eröffnet.

### Neustrukturierung

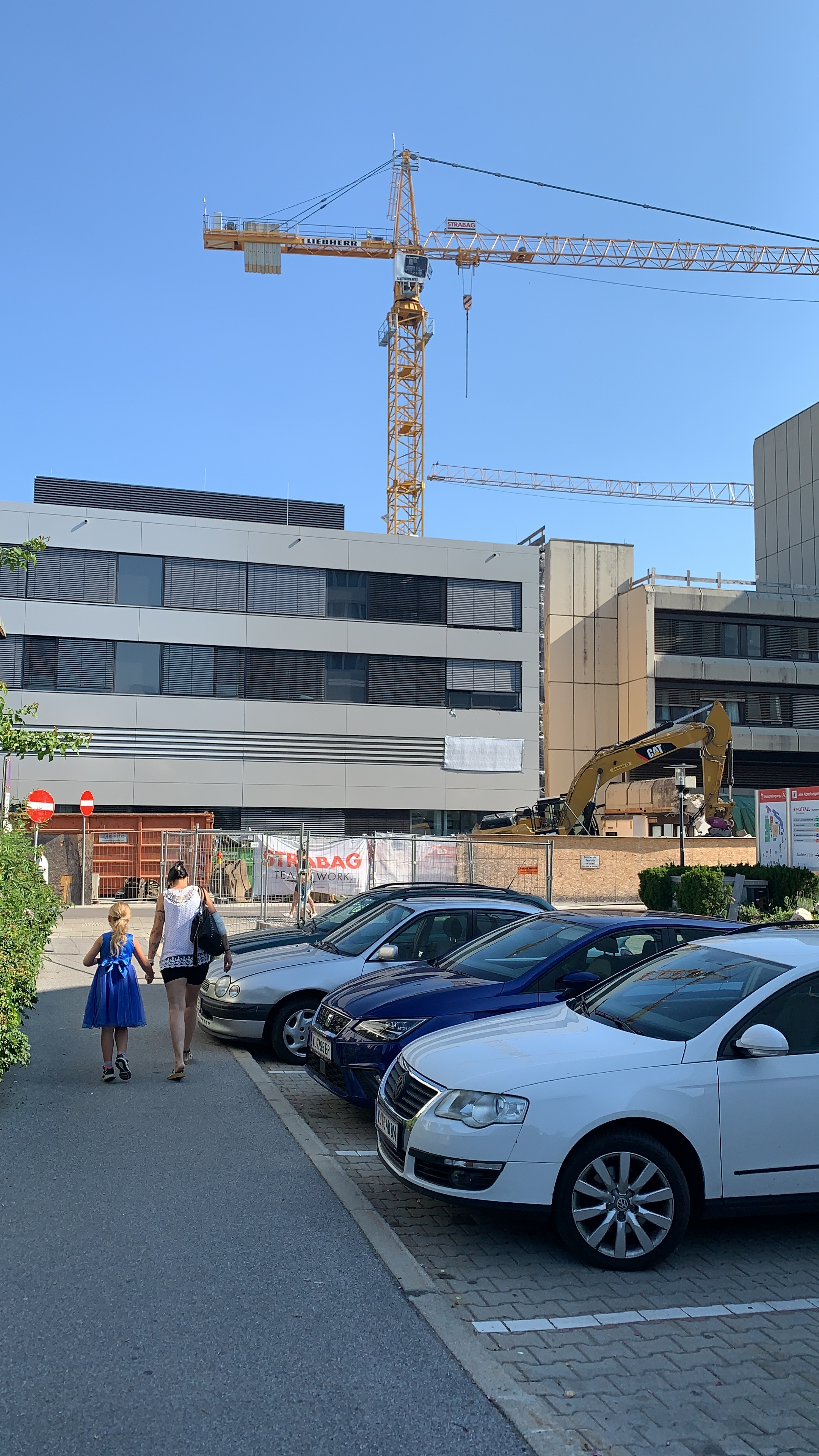
LKH Villach Neustrukturierung im Juli 2019

Im Jahr 2015 wurde mit der Neustrukturierung der Baustufe 1 begonnen. 2016 wurden die Neonatologie sowie die Kinderintensivstation fertiggestellt und in Betrieb genommen. Im November 2017 wurde der Umbau der Endoskopie abgeschlossen. Bis Ende 2020 soll der gesamte Umbau abgeschlossen sein. Ende 2021 wurde der gesamte Umbau abgeschlossen.

## Einrichtungen

### Medizinische Abteilungen
- Allgemein- und Gefäßchirurgie
- Anästhesiologie und Intensivmedizin
- Brustgesundheitszentrum
- Geriatrie
- Gynäkologie und Geburtshilfe
- Innere Medizin
- Kinder- und Jugendheilkunde
- Neurologie
- Orthopädie
- Palliativbehandlung
- Psychiatrie und psychotherapeutische Medizin
- Tagesklinik
- Unfallchirurgie

### Institute
- Apotheke
- Institut für medizinische und chemische Labordiagnostik
- Institut für Pathologie
- Zentralröntgeninstitut

### Weitere Angebote
- Diätologie und Ernährungsberatung
- Medizinische Funktionsbereiche
- Kinderschlaflabor